# DKW-Schnellaster
DKW Schnellaster, також відомий як DKW F89 L — фургон, який вироблявся DKW з 1949 по 1962 рік. Поряд з легковим автомобілем DKW F89, це був перший автомобіль, вироблений новим конгломератом Auto Union в Інгольштадті після переоформлення і відкриття бізнесу в Західній Німеччині. Назва моделі Schnellaster перекладається з німецької на англійську як Rapid Transporter.

## Опис

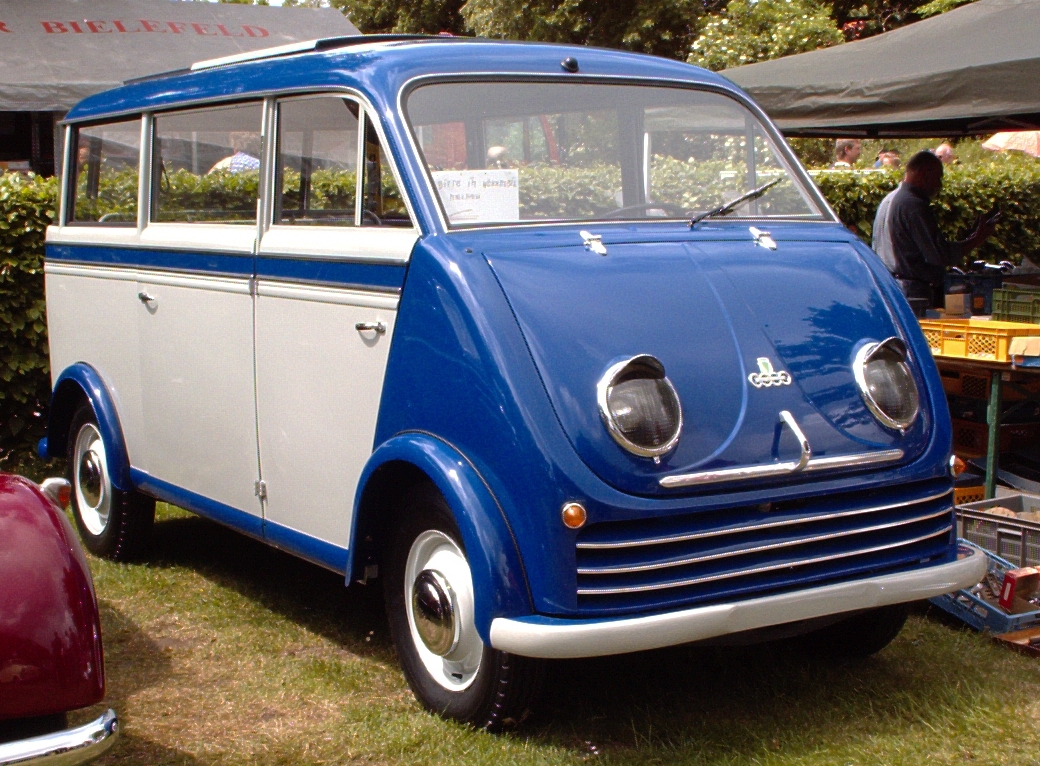
DKW-Schnellaster bus

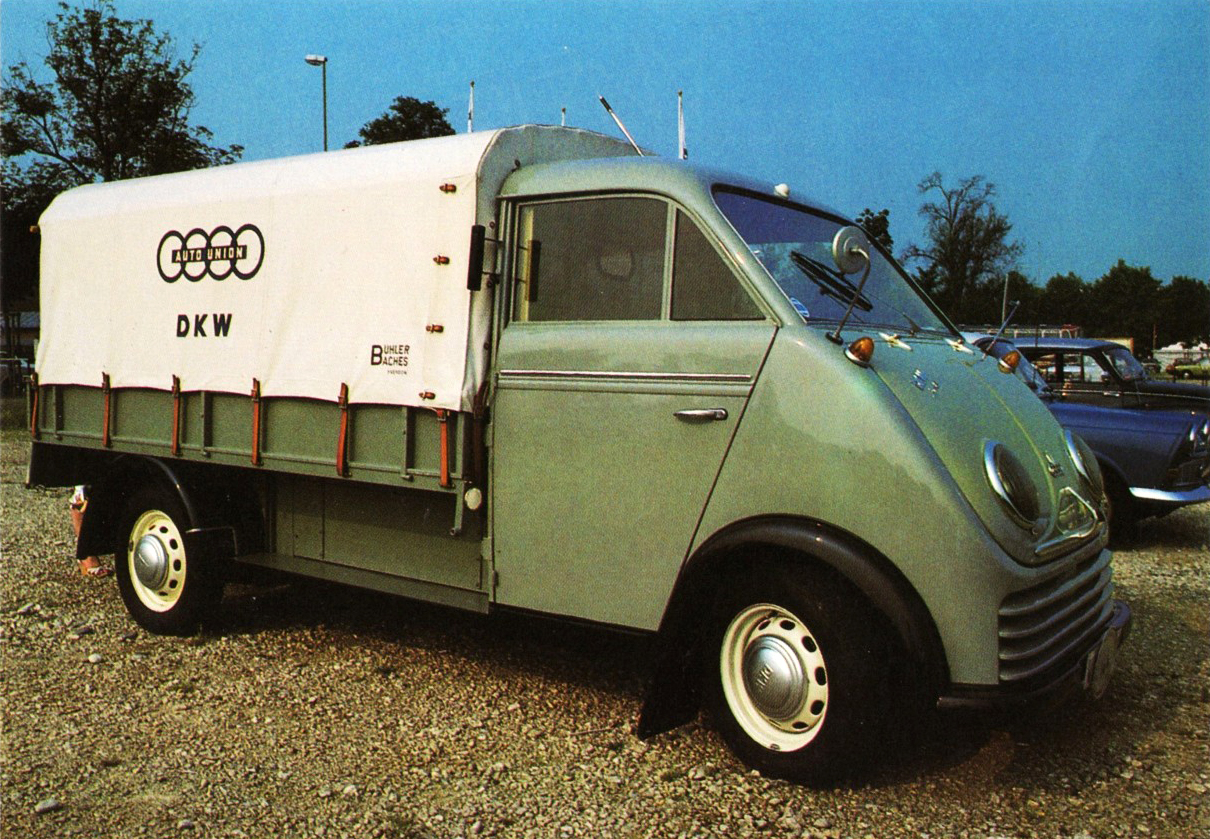
DKW F89L Flatbed

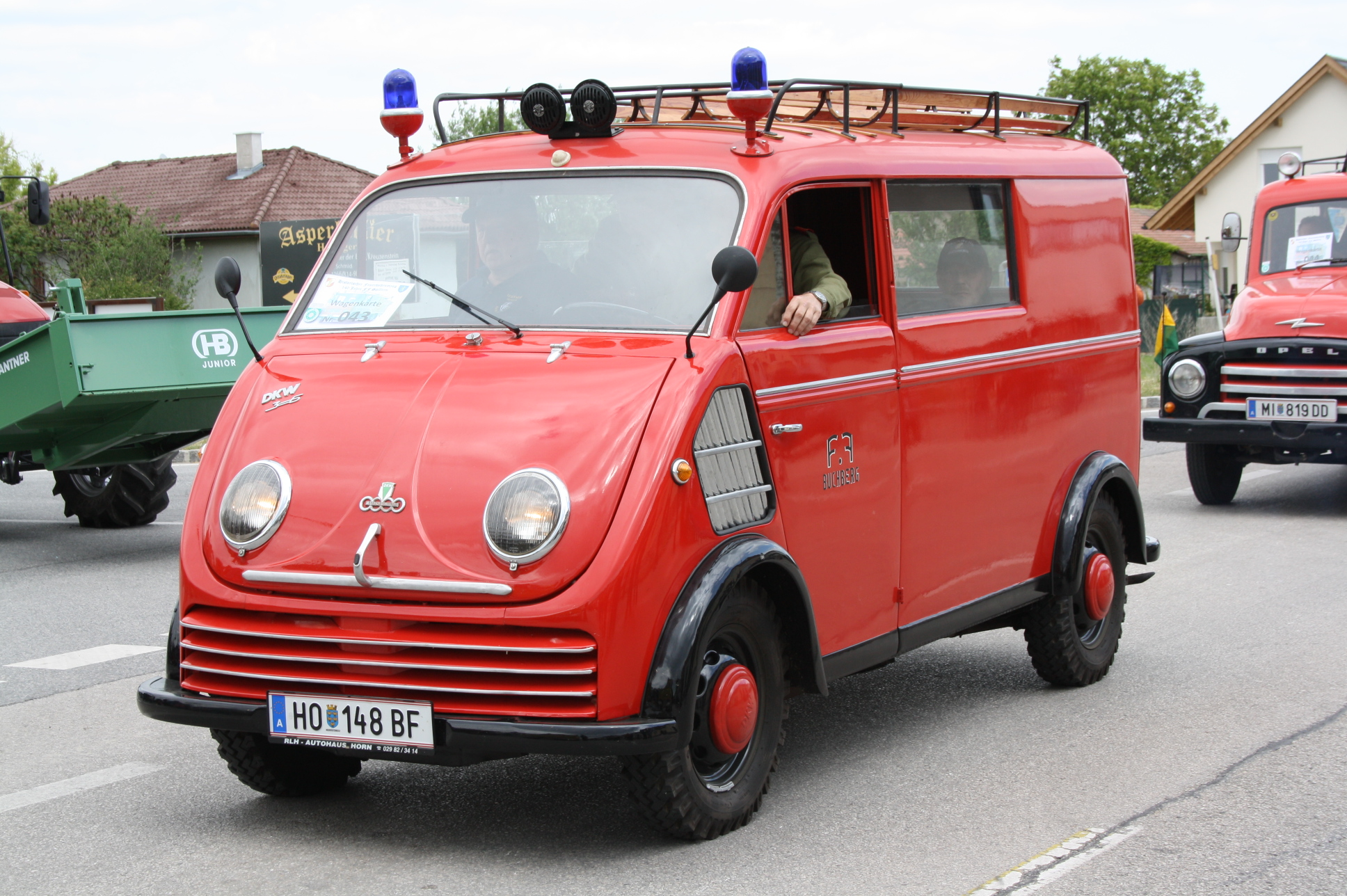
DKW F800/3

Schnellaster має однокузовну або однопросторну конфігурацію з передніми колесами, розташованими вперед у пасажирській кабіні, коротким похилим аеродинамічним капотом, переднім приводом, поперечним розташуванням двигуна (лише для перших, двоциліндрових моделей), рівною підлогою багажника з гнучкими сидіннями та вантажем. розміщення. Ці ж особливості роблять Schnellaster попередником сучасного мікроавтобуса, конфігурації кузова, яка згодом стала популярною в таких видатних зразках, як Renault Espace або Chrysler Voyager/Dodge Caravan, Volkswagen Transporter і, механічно, BMC Mini плюс більшість сучасних автомобілів.
Компонування фургона забезпечувало пласку вантажну підлогу лише на 40 см (16 дюймів) від землі. Він також був оснащений великими одинарними задніми дверима, встановленими на петлях з правого боку.

## Двигуни
- 0.7 L I2 двотактний
- 0.8 L I2 двотактний
- 0.9 L I3 двотактний